# 永明延壽

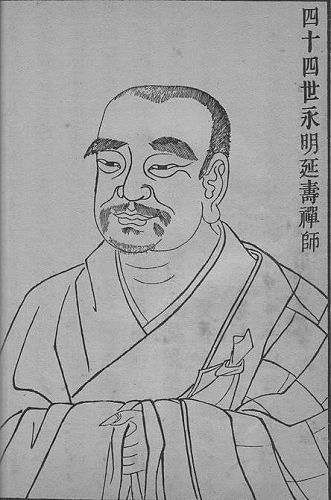
永明延壽

永明延壽禪師（904年—976年），俗姓王姓，名延壽，字沖元，號抱一子，餘杭錢塘人，五代宋初時僧人，活動於當時的吳越國，為法眼宗三祖。又被後世淨土宗推為第六祖。

## 生平
原是地方軍官，於文穆王錢元瓘時，負責軍需，他為人正直，經常讀誦《法華經》。
三十四歲（937年）時，翠巖令參禪師在四明山龍冊寺弘法，文穆王見延壽禪師求道心切，於是准許他在翠巖禪師處出家受戒。他曾在天台山天柱峰禪坐習定九十天，專心的程度，甚至有鳥類在他身上築巢。後參天台山德韶國師，發明心地，為法眼宗傳人。相傳他曾作偈曰：「撲落非他物，縱橫不是塵。山河並大地，全露法王身」。
952年，延壽禪師在奉化雪竇寺潛修苦行，並講授禪法，得到吳越忠懿王錢弘俶的信奉。
961年，延壽禪師遷慧日山永明寺，授徒兩千餘人，法聲大振，人稱「永明延壽」大師。忠懿王深重大師德行，賜號“智覺禪師”，居永明寺長達十五年。高麗國國王見到他所著《宗鏡錄》一書，曾派人送來袈裟，以示尊崇。
宋徽宗諡大師為“宗照禪師”。清世宗雍正帝又加諡為“圓妙正修智覺禪師”。

## 著作
永明延壽禪師著作：
- 《宗鏡錄》一百卷，綜合了禪宗、天台宗、華嚴宗、法相宗等四家學說，總合隋唐佛學，是一部極為重要的佛學著作。現行本《宗鏡大綱》為清雍正皇帝御錄的二十卷本。
- 《心賦注》四卷。
- 《萬善同歸集》。

## 與淨土宗的關係
在清朝時，永明延壽禪師被列名為淨土宗第六祖，但他與淨土宗第五祖少康並沒有師承關係，與第七祖省常也沒有先後師承，對於淨土宗也未提出過主要理論貢獻。在最早的記載中，記載延壽大師專習《法華經》與精修禪觀。其著作中有少數談論到往生西方淨土的段落，如《萬善同歸集》，但其數量不多。
在北宋時，開始有一些文獻強調他與淨土宗之間的關連，如西元1083年（北宋宋神宗元豐六年），王古撰《新修淨土往生傳》中，記載延壽大師受到觀音菩薩的灌頂，後來辯才大進、誦唸阿彌陀佛、放生授戒等等事蹟。同時期蘇軾的《東坡志林》也記載了他擔任稅吏時，盜用官錢放生的故事。
至南宋慶元六年（西元1200年），石芝宗曉編著《樂邦文類》時，出現延壽大師七次捉鬮的記載，這個故事後又為南宋僧志磐《佛祖統記》所引用。至元朝天如惟則撰《淨土或問》時，著名的四料簡首次出現在文獻上，宣揚禪淨雙修，禪淨並重。
明代時開始出現永明延壽禪師為阿彌陀佛化身的傳說。傳說內容大致為吳越忠懿王在自己生日齋僧永明寺時，有一徧身疥癩的僧人，徑坐上座，因此受到驅趕。齋僧結束後，忠懿王問：「今日齋僧，有聖僧降否？」，永明延壽禪師便告知忠懿王，疥癩僧「乃定光古佛應身也」。於是忠懿王急尋疥癩僧並懺悔，而那位疥癩僧便說：「彌陀饒舌」，說完後便圓寂了。之後忠懿王回去找永明延壽禪師時，禪師也圓寂了。這則傳說最早的出處可能是由永明延壽所創立的西湖淨慈寺，其明代寺僧釋大壑撰輯的《永明道蹟》。。而憨山德清訪問淨慈寺從釋大壑閱讀到這部書後。便將此傳說擴充寫入〈法相寺長耳定光佛緣起記〉。之後本記文又被收入其《憨山老人夢遊集》。並且或許因此讓這則傳說隨著憨山德清的名聲與著作而流傳開來。
至清朝，永明延壽禪師被淨土宗推崇為淨土宗第八祖，如清朝彭希涑《淨土聖賢錄》。後又見普賢菩薩手持金蓮，於是決意立定修習法門，做「一心禪觀」、「萬善莊嚴淨土」二籤，連抽七次籤，皆是「萬善莊嚴淨土」，故決定修習淨土法門。他並且曾寫作著名的四料簡，宣揚禪淨同修。
延壽禪師在清朝時，被認定是淨土宗六祖。除了反映了延壽禪師在佛教信仰中的重要地位，另一方面也反映出淨土法門自宋朝之後逐漸興盛，逐漸取代禪宗，成為漢傳佛教主流的趨勢。

## 外部連結
- 冉雲華：〈延壽的戒律思想初探 （页面存档备份，存于）〉。
- 釋智學〈永明延壽傳記研究〉 （页面存档备份，存于）